# Ansgariikyrkan, Jönköping

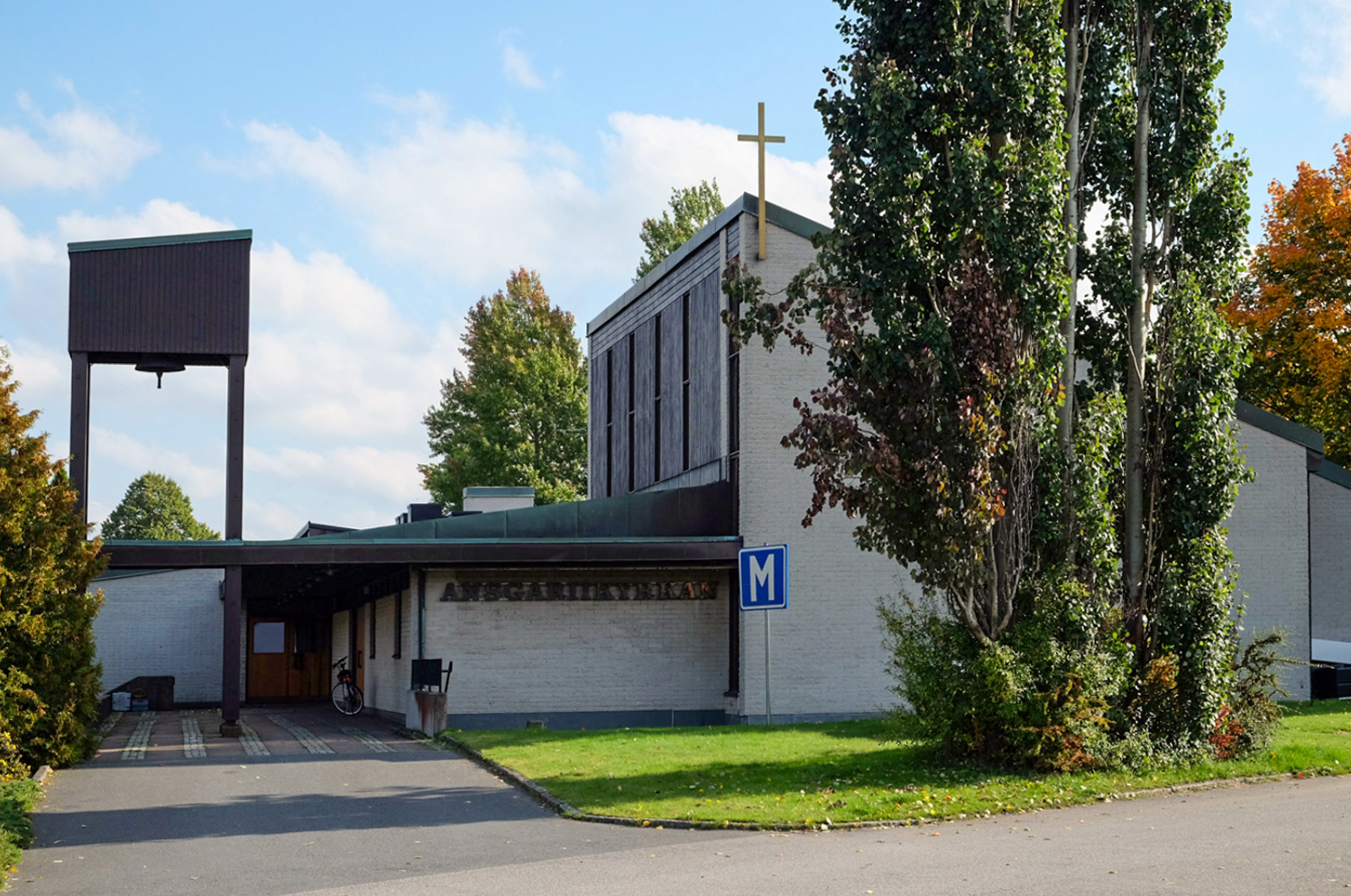
Ansgariikyrkan i september 2017

Ansgariikyrkan var en kyrkobyggnad i Vättersnäs i Jönköping i Sverige.
Den tillhörde från början Svenska Missionsförbundet, som sedan oktober 2012 är en del av Equmeniakyrkan.
Kyrkan kom till under 1960-talet i en tid av inflyttning och byggnation i Jönköping, och uppfördes med tanke på boende i områdena Vättersnäs och Österängen. Arkitekt för kyrkan var Janne Feldt, och den uppfördes av byggnadsfirman G Käll. Den invigdes den 17 oktober 1965.
Kyrkan eldhärjades tidigt på tisdagsmorgonen den 3 augusti 2021 och totalförstördes. Den 12 augusti samma år publicerades en polisrapport, enligt vilken branden orsakades av ett blixtnedslag. Denna slutsats har dock senare ifrågasatts då till exempel åska inte registrerats av SMHI, samt vittnesuppgifter om fyrverkerismällar.